# Église Santa Maria della Concezione in Campo Marzio
L'église Santa Maria Santa Maria della Concezione in Campo Marzio est une église romaine du XVIIe siècle située dans le rione Campo Marzio.

## Arts et architecture

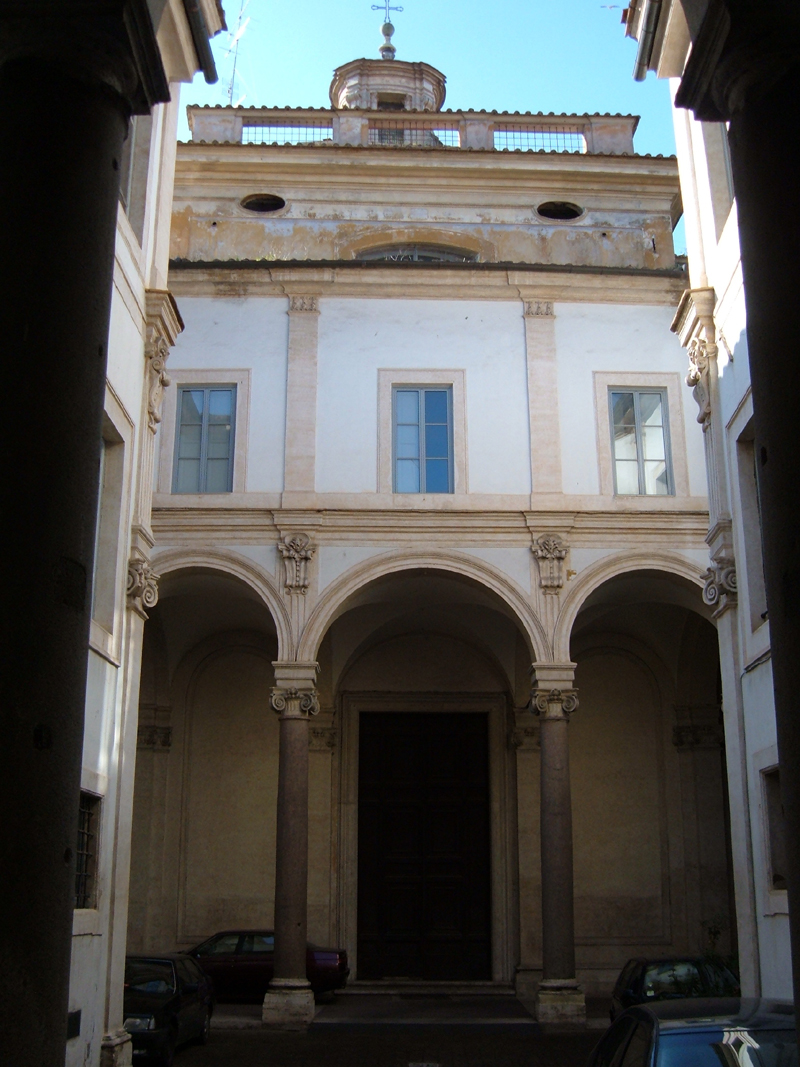
Façade néoclassique
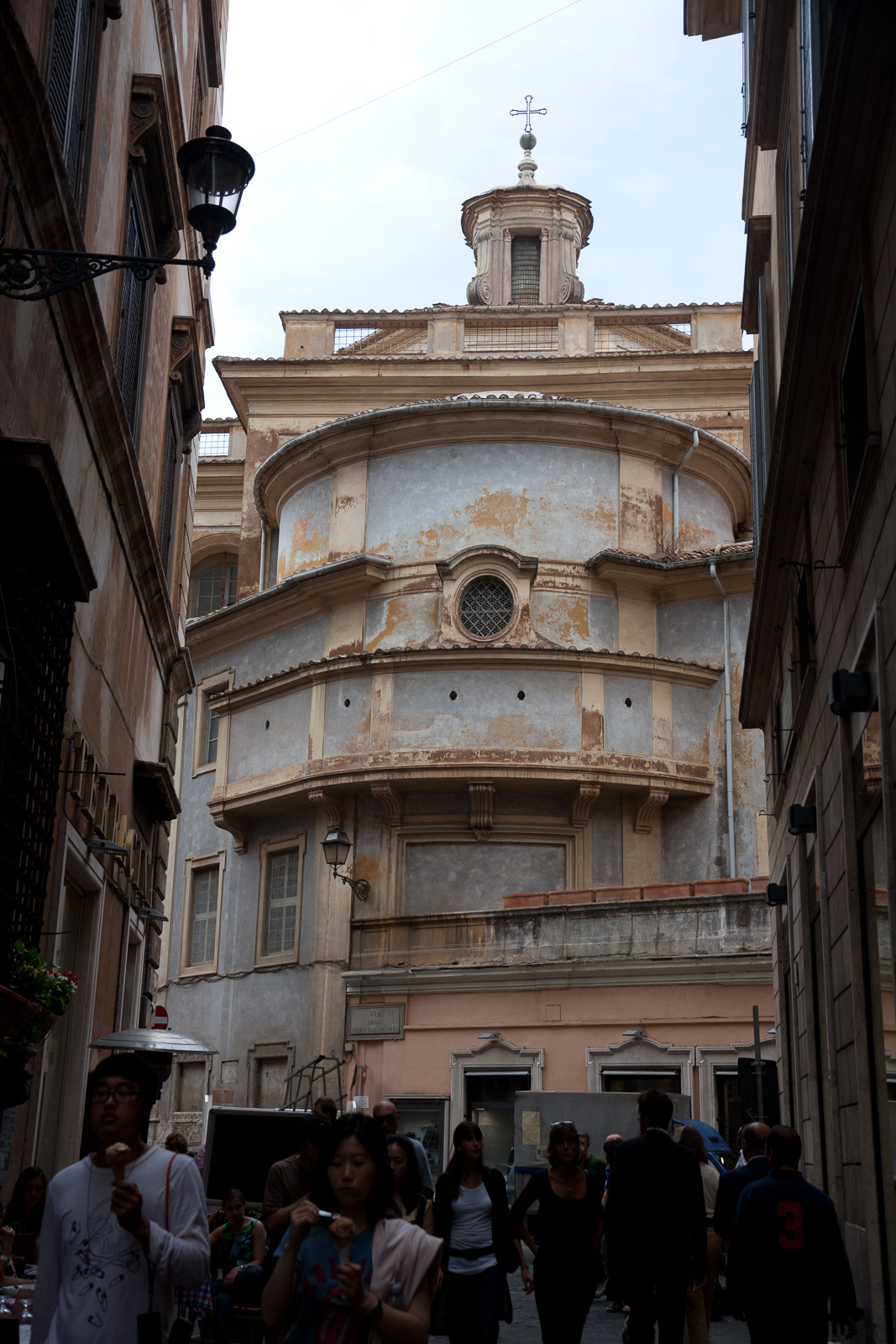
Arrière de l'édifice
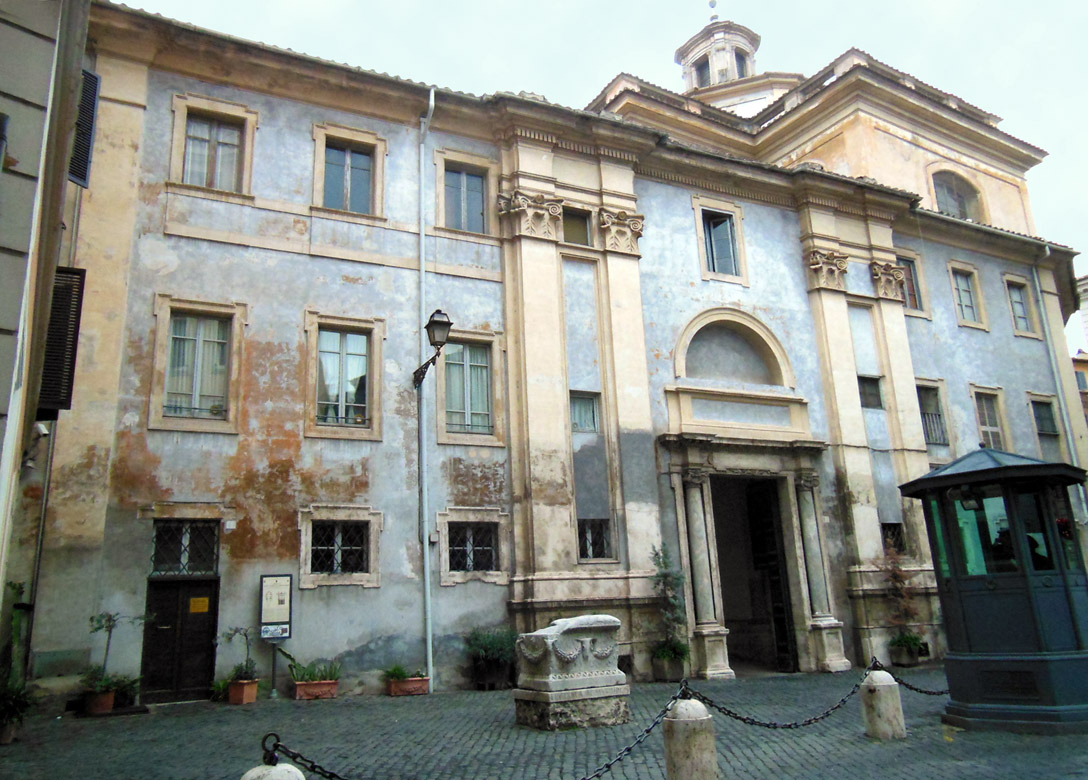
Façade externe
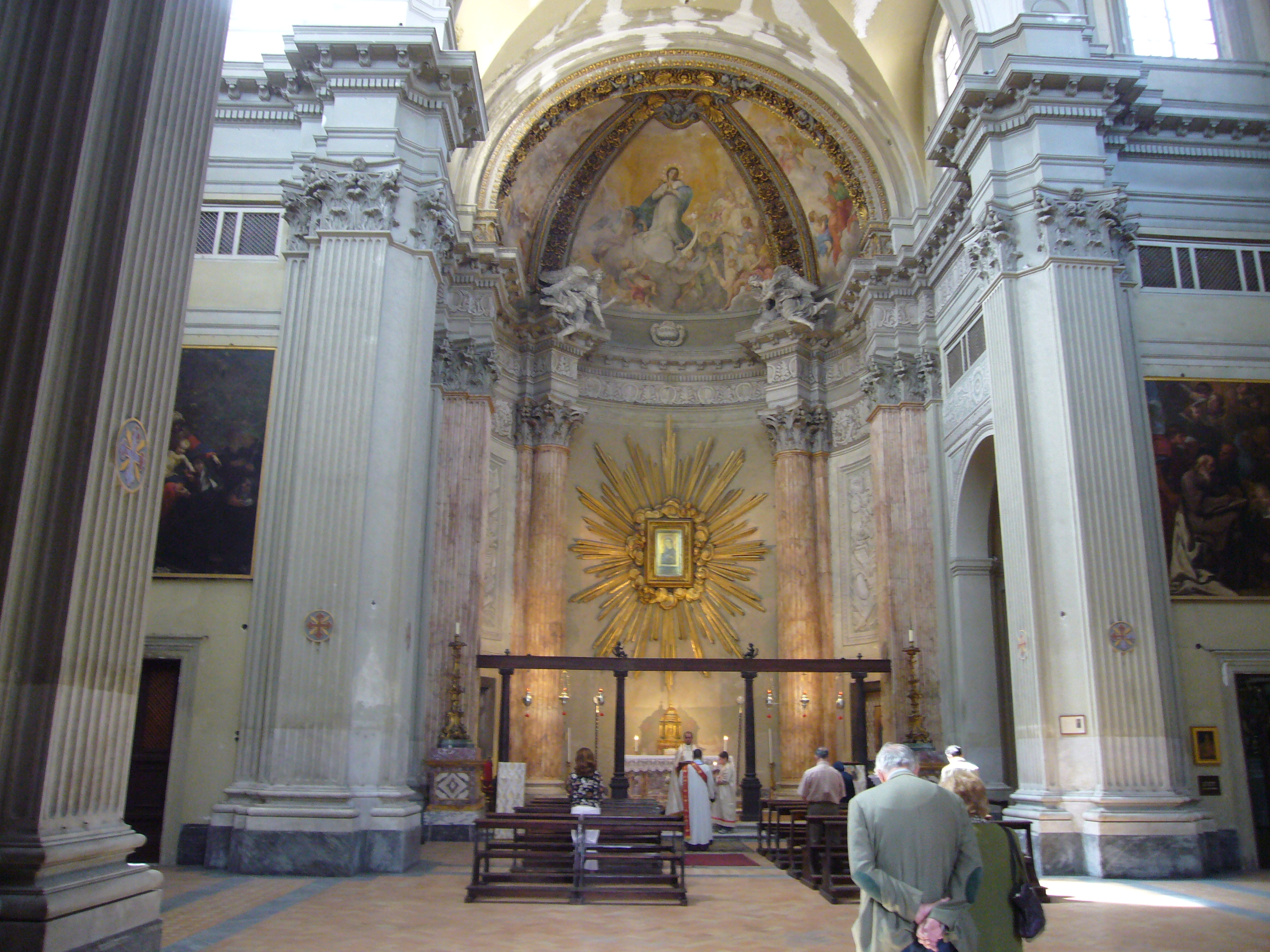
Abside
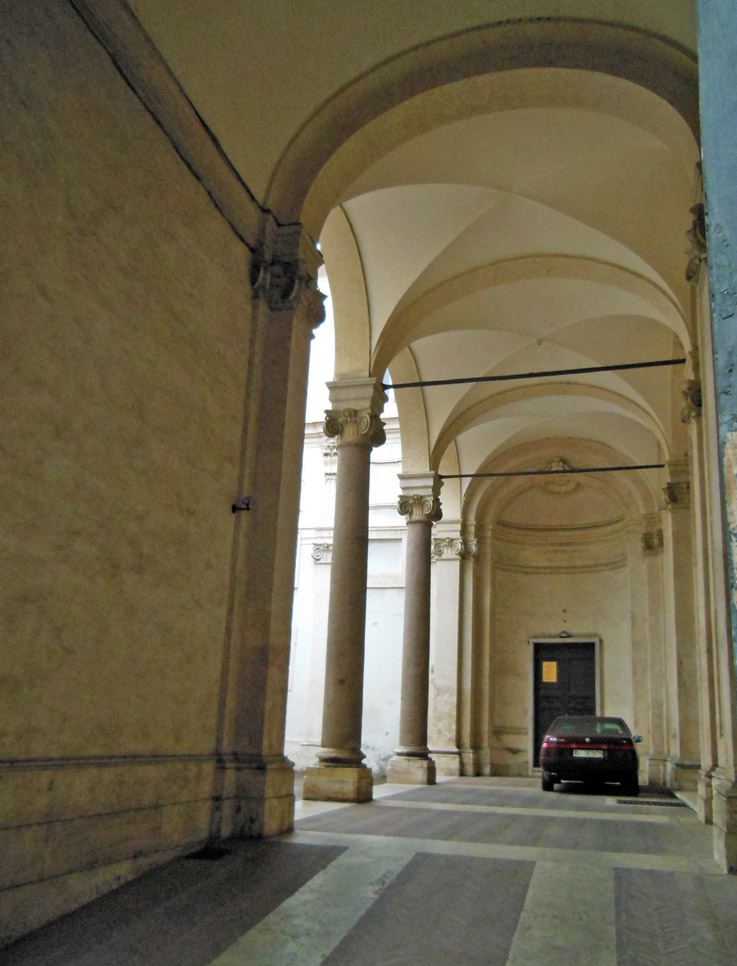
Entrée